# Art Gallery of Ballarat

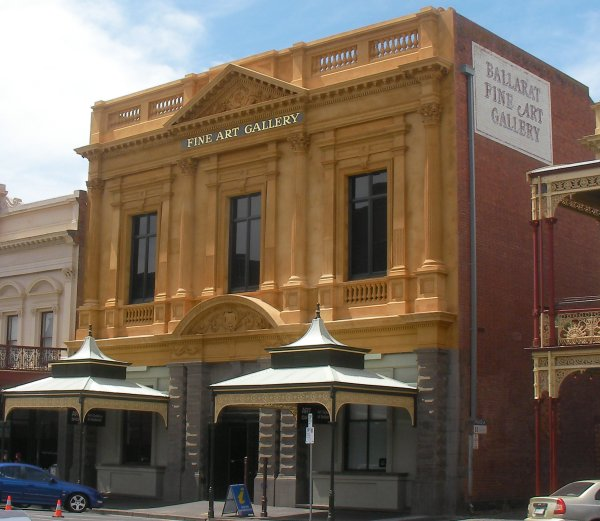
Die Ballarat Fine Art Gallery im Jahr 2010 nach der Restaurierung der Außenfassade.

Die Art Gallery of Ballarat wurde 1884 gegründet und ist Australiens älteste und größte regionale öffentliche Kunstgalerie. Sie befindet sich in Ballarat, Victoria, und war die erste Galerie, die außerhalb einer Hauptstadt des Britischen Empire gegründet wurde. Das zweistöckige Gebäude steht auf der Liste des viktorianischen Kulturerbes und ist eines der historisch bedeutendsten Gebäude der Stadt.

## Geschichte

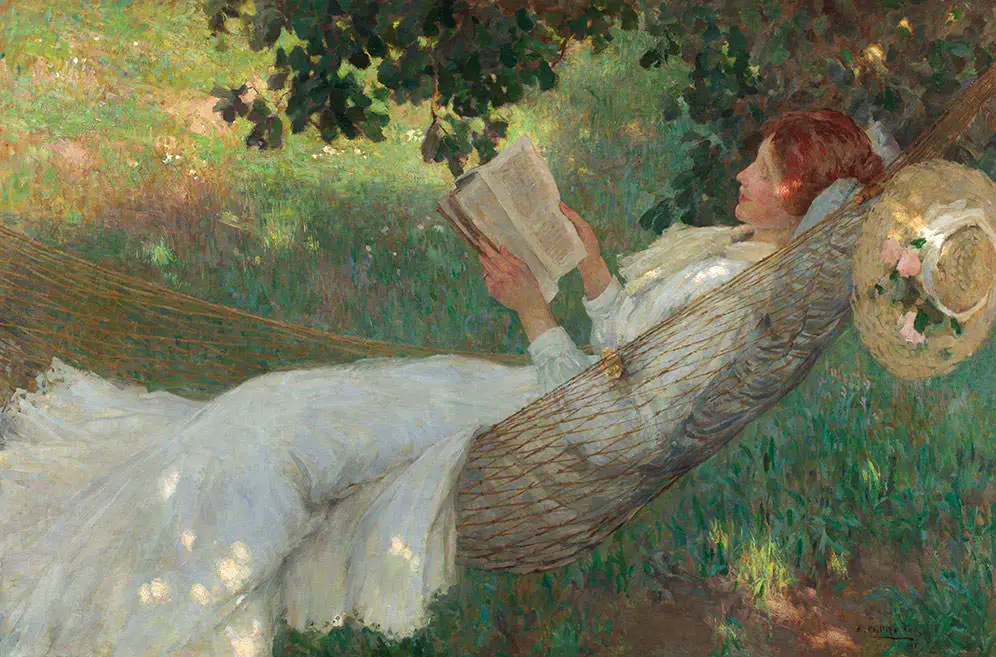
E. Phillips Fox (1865–1915): A love story, 1903.

Die Galerie wurde 1890 von Alfred Deakin, dem späteren Premierminister Australiens, offiziell eröffnet. Sie wurde 1884 als Ballarat Fine Art Gallery von einer Gruppe engagierter Bürger unter der Leitung von James Oddie gegründet. Sie war zunächst im ersten Stock der Ballarat Academy of Music untergebracht und zog 1890 in das heutige Gebäude in der Lydiard Street North um. Die Galerie war in Privatbesitz, bis 1977 finanzielle Schwierigkeiten dazu führten, dass das Gebäude und die Sammlung der Stadt Ballarat übertragen wurden. Seit 2008 trägt die Galerie ihren aktuellen Namen.

## Sammlung

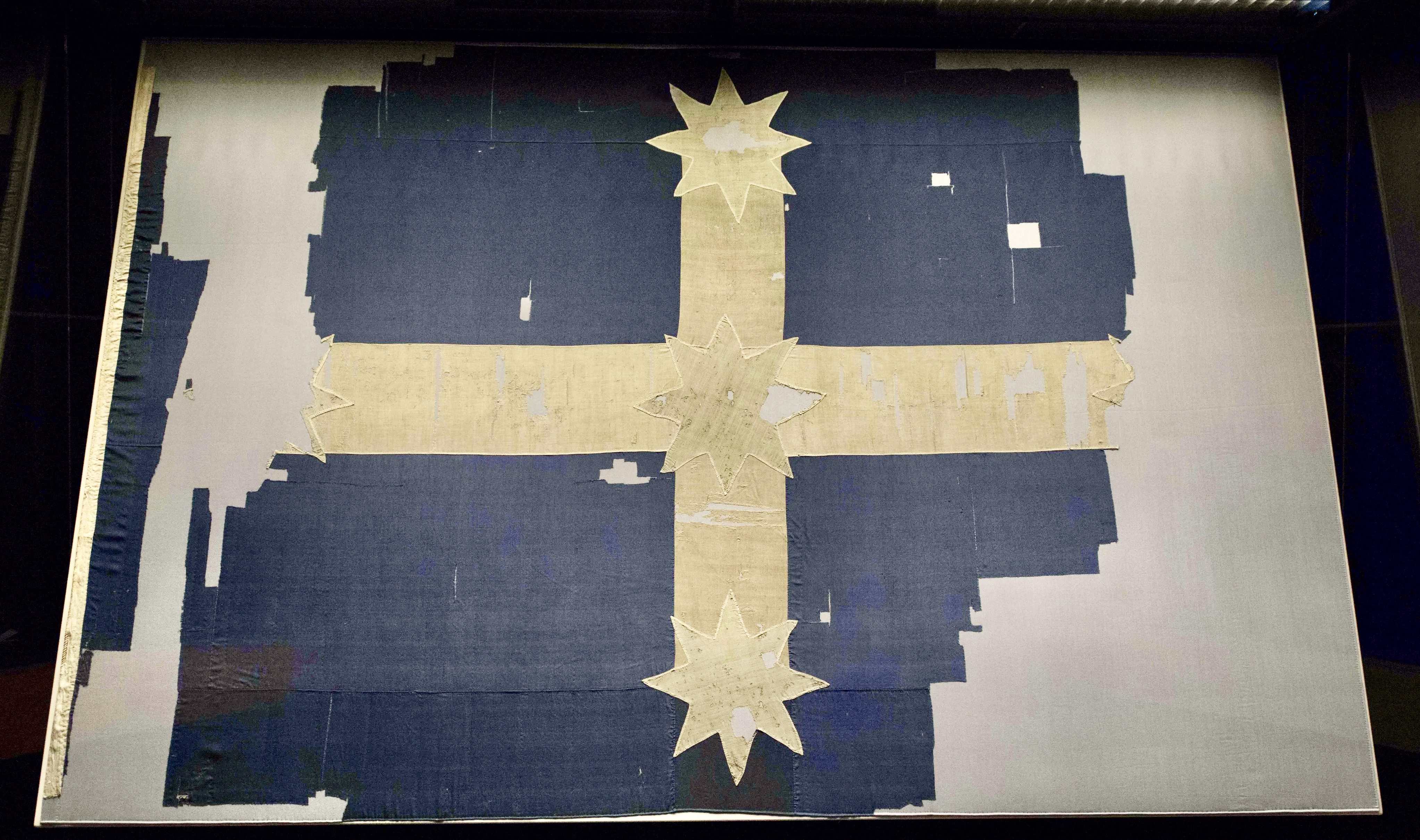
Die originale Flagge von Eureka, ausgestellt im Museum of Australian Democracy in Eureka (Melbourne).

Mehrere australische Publikationen haben die Art Gallery of Ballarat als eine der besten regionalen Kunstgalerien in Victoria bezeichnet. Bis zur Eröffnung der HOTA Gallery an der Gold Coast im Mai 2021 war sie die größte regionale Kunstgalerie Australiens.

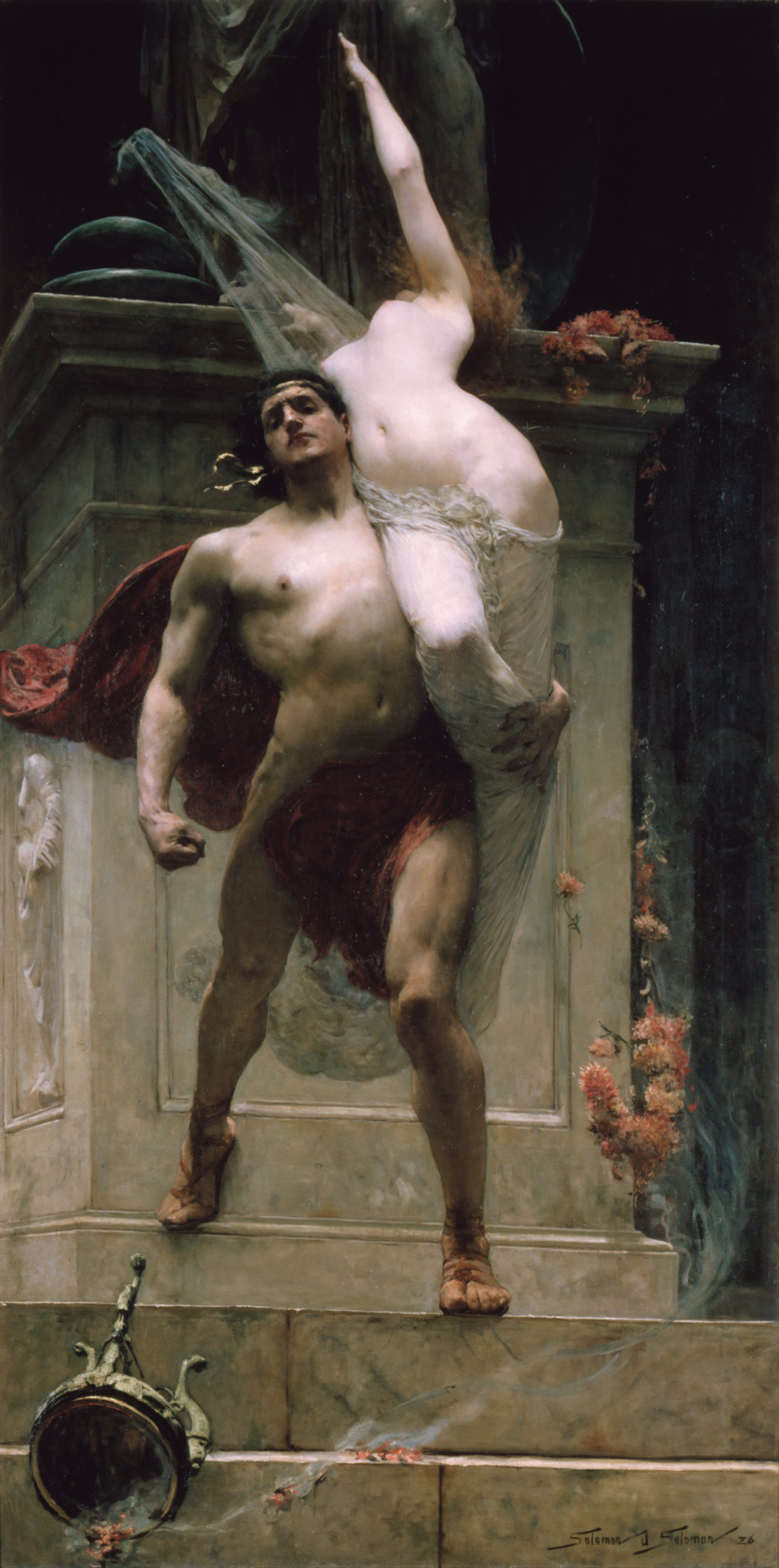
Solomon Joseph Solomon: Ajax and Cassandra, 1886.

Die Sammlung konzentriert sich auf die Geschichte der australischen Kunst und sie umfasst mehr als 11.200 Werke von der Kolonialzeit bis zur Gegenwart, darunter Gemälde, Skulpturen, Arbeiten auf Papier und dekorative Kunst. Sie enthält bedeutende Werke der Heidelberg School, einer wichtigen australischen Kunstrichtung, und beherbergt eine umfangreiche Sammlung von Grafiken, die auf die Reisen von Captain James Cook zurückgehen.[2] Objekte wie Old Ballarat as it was in the summer of 1853-54 (1884), für das die Galerie den Künstler Eugene von Guerard beauftragte, zeigen die Entwicklung der Stadt. Solomon Joseph Solomons Ajax and Cassandra (1886) wurde 1887 von der Galerie erworben, nachdem es in der Royal Academy of Arts und anschließend in Melbourne ausgestellt worden war. Es wurde eines ihrer beliebtesten Gemälde.
Seit den 1960er Jahren erwirbt die Galerie auch zeitgenössische Kunst. Ungewöhnlich für eine regionale Galerie erwirbt sie seit den 1930er Jahren Kunst der australischen Aborigines, insbesondere aus dem Top End des Northern Territory, und integriert sie in ihre zeitgenössische Sammlung.
Einer der Höhepunkte der Sammlung ist die Eureka-Flagge, ein ikonisches Symbol des Eureka-Aufstands von 1854, die sich seit 1895 in der Sammlung befindet. Der Galeriegründer James Oddie kontaktierte die Witwe von John King, dem Constable, der die Eureka-Flagge nach dem Eureka-Aufstand verwahrte, um sie für die Sammlung zu erhalten. Die Flagge befindet sich nach wie vor im Besitz der Art Gallery of Ballarat. Sie wurde zwischenzeitlich in dem privat betriebenen, aber wieder geschlossenen Museum of Australian Democracy (M.A.D.E.) in Eureka gezeigt und danach an das Eureka Centre Ballarat ausgeliehen.

## Gebäude
Die Ballarat Art Gallery liegt in der Lydiard Street North. Es handelt sich um ein zweistöckiges Gebäude im Stil der Neorenaissance-Architektur. Es weist rustikale Blausteinlisenen und zwei pyramidenförmige Pavillons auf, die sich bis zum Erdgeschoss erstrecken. Im Inneren führt eine große Steintreppe mit Jugendstil-Deckendekor zu den Hauptsälen der Galerie.
Das von den Architekten Tappin, Gilbert und Dennehy entworfene und zwischen 1887 und 1890 errichtete Gebäude ist das älteste zweckgebundene Kunstgaleriegebäude Australiens. In den Jahren 1927, 1987 und 2001 wurden drei Erweiterungen vorgenommen. Im Rahmen eines Restaurierungs- und Renovierungsprojekts im Jahr 2009 wurde die Ausstellungshalle erweitert, der Shop und das Café verlegt und die Fassade restauriert. Eine weitere Renovierung fand 2022 statt.